# Dipartimento di Bui
Il dipartimento di Bui è un dipartimento del Camerun nella Regione del Nordovest.

## Comuni
Il dipartimento è suddiviso in 5 comuni:
- Jakiri
- Kumbo
- Mbven
- Noni
- Oku